# ニュースな時間
ニュースな時間は、南海放送で2016年3月28日放送開始のラジオの情報ワイド番組。
この番組は、前の番組である『THE RADIO NEWS × Ch.4』を大幅に放送時間を拡大（事実上の前倒し）する形でリニューアルしたもので、この番組は、「どこよりも早く、ニュースを伝える」をコンセプトに、この時間まで入ってきた南海放送の放送エリアである愛媛県内のニュースと全国から入ってきた最新のニュースを伝えるもの。
放送開始時は16時スタートであったが、2020年9月28日より16:30スタートに変更となった。
2023年7月28日は、放送開始時間を10分繰り下げ16:40からスタート。この日は全国高等学校野球選手権愛媛大会の決勝の実況中継を編成し、当番組の前に編成される自社制作の生放送番組『Tips』では放送開始時間を13:35からに繰り下げ、一部コーナーの放送時間を変更して対応していた。これにより、通常15:00から放送している『三井ダイレクト損保 presents 強くてやさしい金曜日』（TBSラジオ制作、JRN全国ネット）を16:30 - 16:40に編成したことによる。

## パーソナリティ
（月〜木） ながの彰子のニュースな時間
- 永野彰子

（金） 合田みゆきのニュースな時間
- 合田みゆき

コーナー出演
- 室井佑月（月　ニュースな課外授業）
- 二宮清純（月　ズバリ!スポーツ）
- 今泉志奈子（金　World News） - 2018年10月〜
- 水口佳美（気象予報士）